# Siedlung Raimundstraße
Die Siedlung Raimundstraße im Frankfurter Stadtteil Dornbusch ist ein Projekt des Neuen Frankfurt. Sie wurde nur teilweise im Sinne der ursprünglichen Konzeption von Ernst May umgesetzt. Hierbei handelt es sich um die Wohnhausgruppe Raimundstraße. Eines der Gebäude, das Ledigenheim, ist inzwischen ein Kulturdenkmal nach dem Hessischen Denkmalgesetz. Die übrige Fläche wurde erst nach dem Zweiten Weltkrieg bebaut.

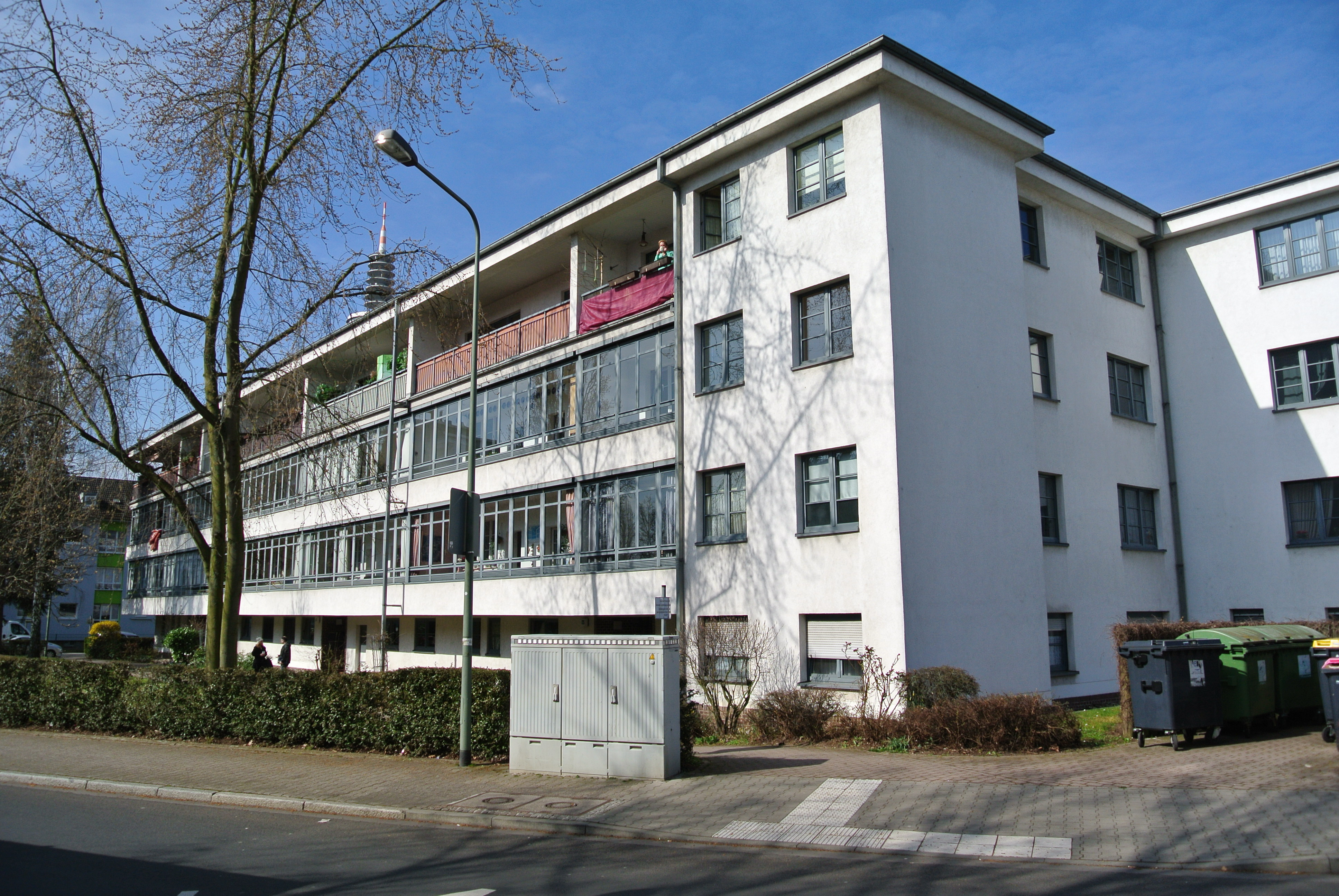
Mavest-Block, Fallerslebenstraße, Ostansicht, Architekt: Franz Roeckle

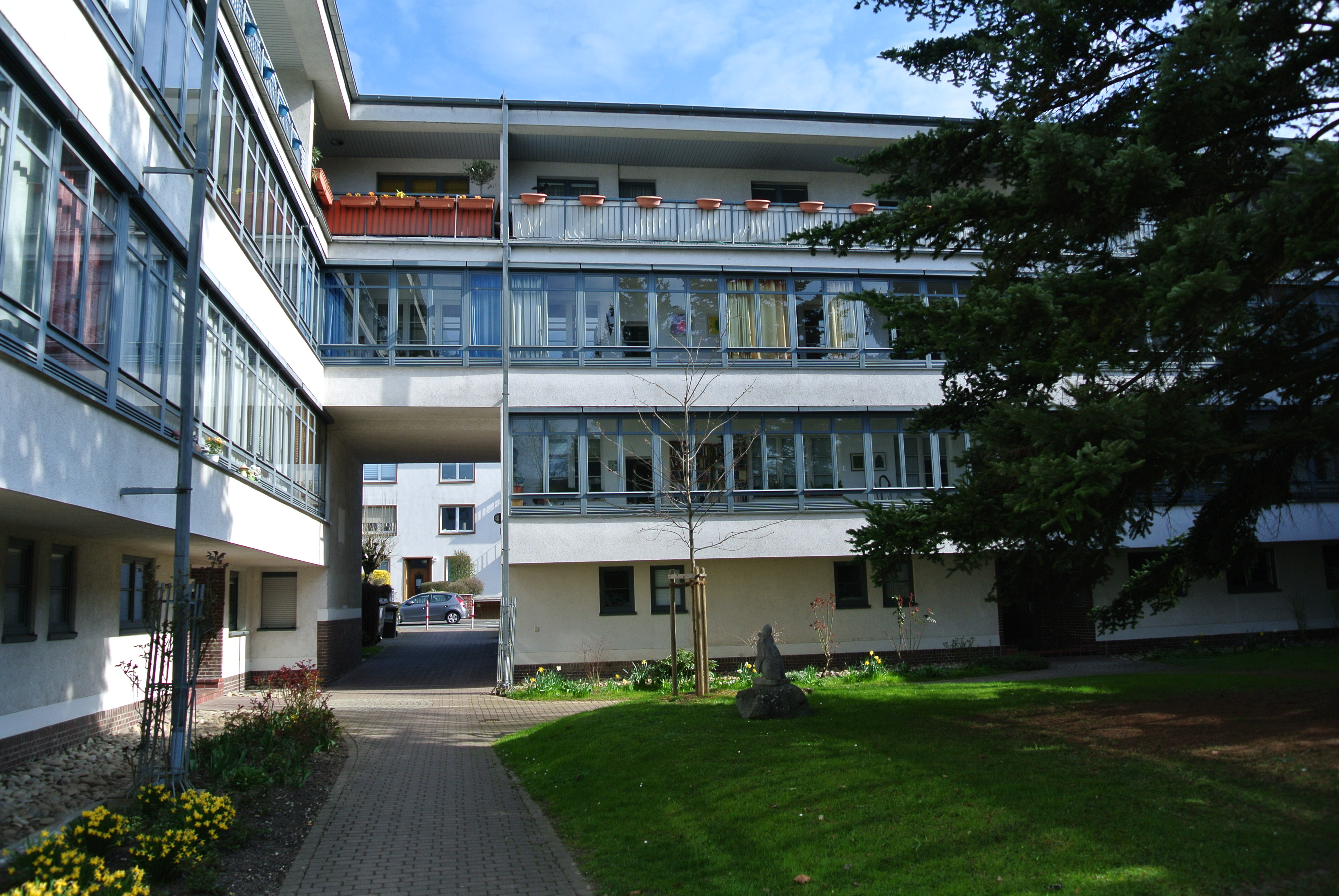
Mavest-Block, Fallerslebenstraße, Hofansicht, Architekt: Franz Roeckle

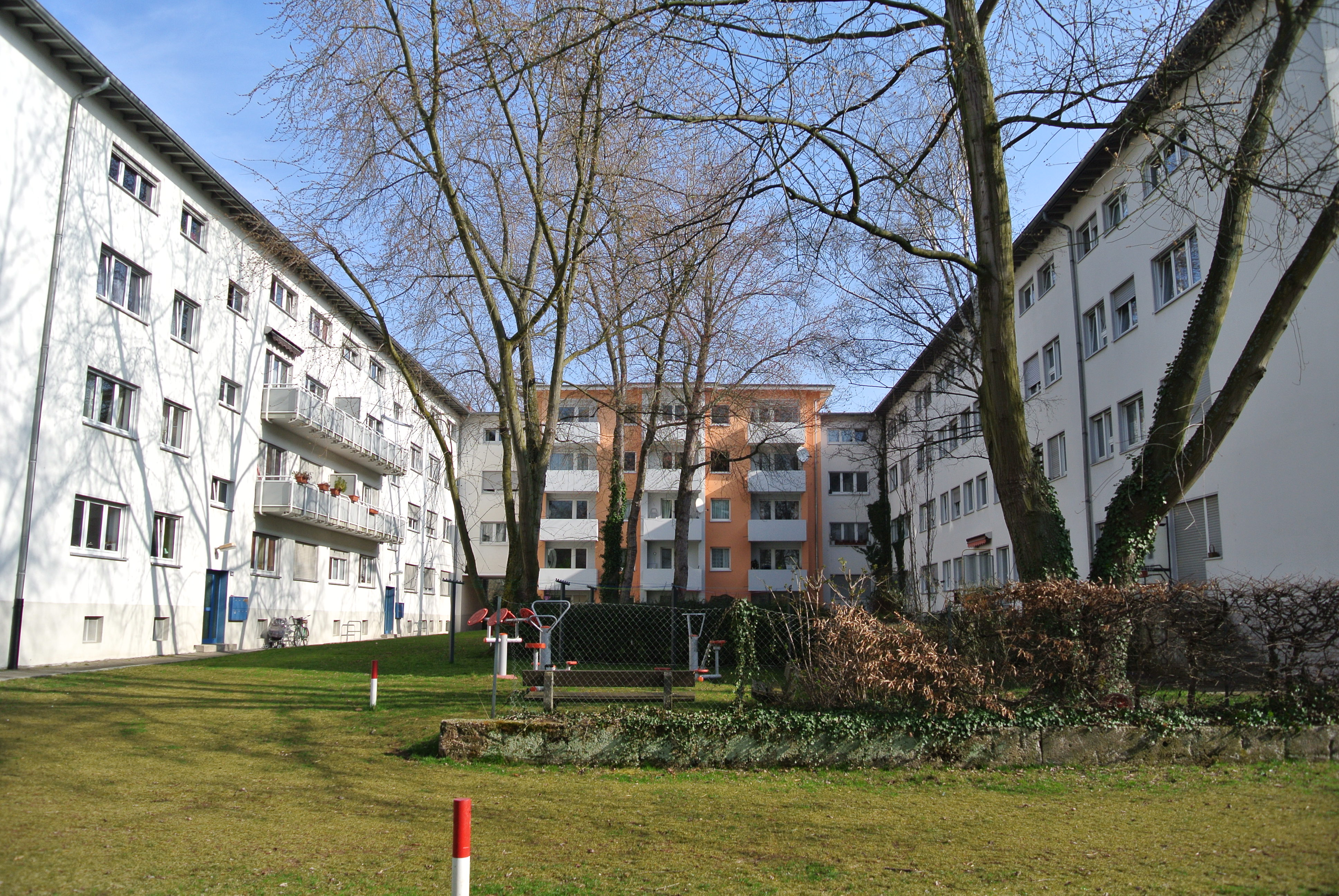
Bebauung Raimundstraße, Hofansicht, Architekt: Carl-H. Rudloff

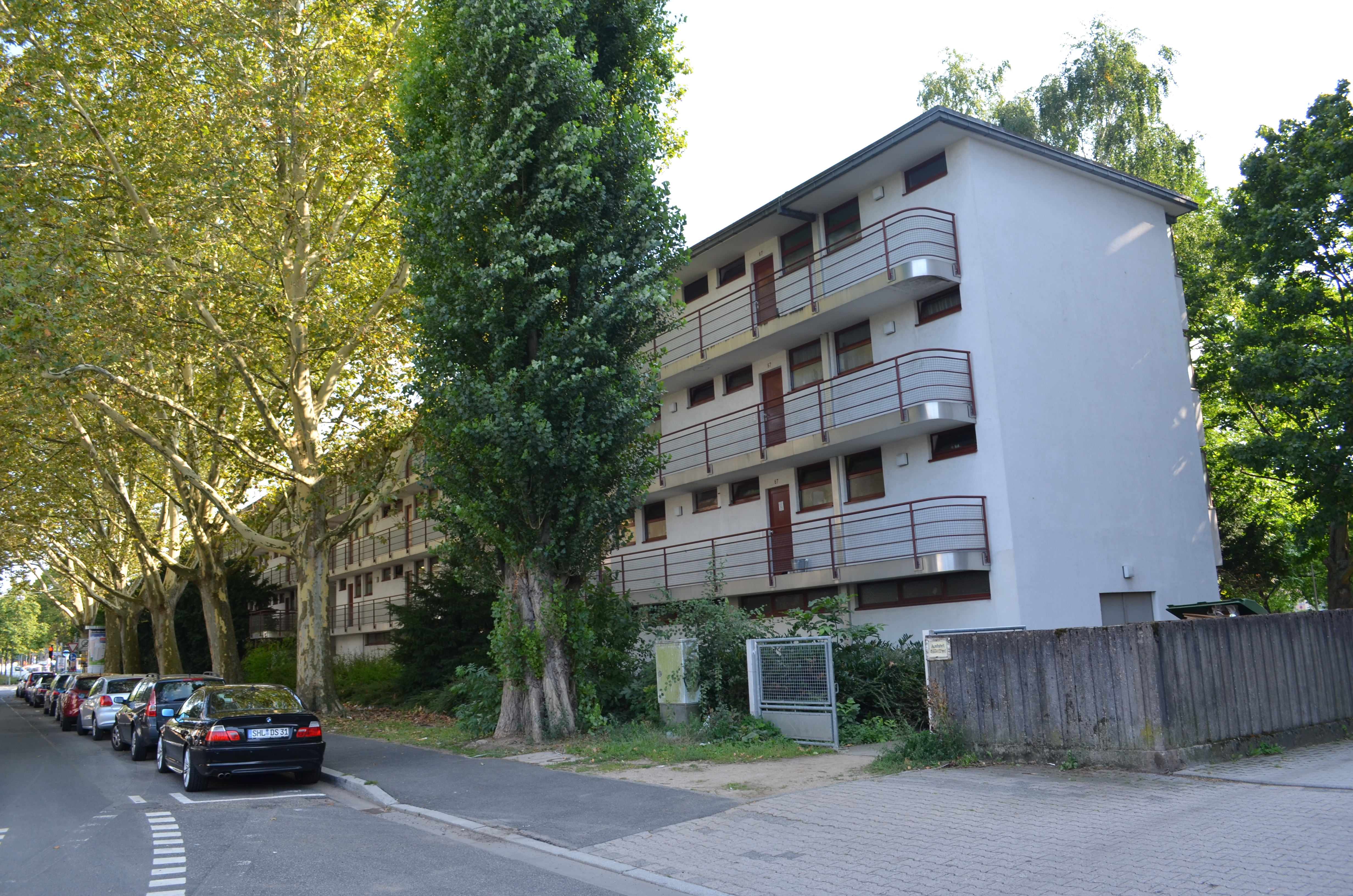
Ledigenheim, Platenstraße, Architekt: Bernhard Hermkes

## Entstehung
Aufgrund der großen Nachfrage nach Wohnungen in den 1920er Jahren entwickelte der Baustadtrat Ernst May das Stadtentwicklungs- und Wohnungsbau-Programm Neues Frankfurt, um durch den Bau von Siedlungen den Wohnungsbedarf zu decken. Bekannte Projekte sind unter anderem die Siedlung Römerstadt und die Siedlung Praunheim. Neben zahlreichen weiteren Gebieten wurde auch ein etwa zwölf Hektar großer Bereich im Westen des Stadtteils Dornbusch im Flächenverteilungsplan für eine Wohnbebauung ausgewiesen. Die Siedlung Raimundstraße war ursprünglich größer geplant und sollte sich südlich der Raimundstraße von der Straße Am Dornbusch bis an die Grenze des Stadtteils Ginnheim erstrecken, wo heute der Sophie-von-La-Roche-Weg verläuft. Sie konnte wegen der Weltwirtschaftskrise 1932 nicht weitergebaut werden.
Erst nach dem Zweiten Weltkrieg wurde das übrige Bauland in Anspruch genommen. Entlang der Platenstraße und der Immermannstraße errichtete man in den 1950er Jahren die Siedlung in veränderter Form mit zeittypischen Zeilenbauten. Sie war Teil der weiter westlich in Ginnheim gelegenen Platensiedlung. Beide Siedlungsbereiche wurden als US-amerikanische Housing von Angehörigen der Amerikanischen Streitkräfte bewohnt. Seit dem Abzug der Amerikaner Anfang der 1990er Jahre konnten die Wohnungen dem Wohnungsmarkt zur Verfügung gestellt werden. Die mit den Housings errichtete American High School heißt inzwischen Astrid-Lindgren-Schule.

## Wohnhausgruppe Raimundstraße
Die Wohnhausgruppe Raimundstraße wurde in der Zeit von 1926 bis 1931 errichtet. Sie liegt westlich des Dichterviertels und wird begrenzt von der Raimundstraße im Nordosten, der Straße Am Dornbusch im Südosten und der Platenstraße im Südwesten. Insgesamt entstanden 210 Wohnungen mit Mitteln des Sozialen Wohnungsbaus, die von 450 Personen bewohnt werden (Stand 2008). Entlang der Raimundstraße ist die Bebauung städtebaulich als Reihung U-förmiger Baukörper konzipiert, die miteinander verbunden sind. Die vier- bis fünfgeschossige Bebauung ist zur Straße geschlossen. Nach Südwesten öffnen sich begrünte Wohnhöfe, die über Durchgänge an die Straße angebunden sind. An der Umsetzung der Planung waren mehrere Wohnungsbaugesellschaften und Architekten beteiligt.
Der erste Bauabschnitt in der Raimundstraße nördlich der Fallerslebenstraße wurde 1926 von der Wohnungsbaugesellschaft der Frankfurter Handwerker nach Plänen des Architekten Franz Roeckle errichtet. Charakteristisch sind die großflächig verglasten Fassaden des ersten und zweiten Obergeschosses. Der auch Mavest-Block (Materialien- u. Auftragsvermittlungsstelle) genannte Bauabschnitt umfasst Zwei-, Drei- und Vier-Zimmer-Wohnungen mit insgesamt 47 Einheiten. Jede Wohnung war mit einer Frankfurter Küche ausgestattet.
1930 folgte weiter südöstlich in der Raimundstraße der größte Bauabschnitt mit 99 Wohnungen von der Aktienbaugesellschaft für kleine Wohnungen nach Plänen von Ernst May und seinem Mitarbeiter Carl-Hermann Rudloff. Mit diesem Vorhaben sollte preisgünstiger Wohnraum für die Mitarbeiter des kurz zuvor errichteten I.G.-Farben-Hauses entstehen. Der Wohnungsmix umfasst 1- bis 5-Zimmer-Wohnungen, die ebenfalls mit einer Frankfurter Küche ausgestattet waren.
Im selben Jahr errichtete an der Platenstraße der Frauenwohnungsverein ein Ledigenheim für berufstätige Frauen nach Plänen des Architekten Bernhard Hermkes. Das 85 m lange, denkmalgeschützte Gebäude verfügt über 60 Wohnungen mit je 22 m² Wohnfläche. Die drei Obergeschosse sind über Laubengänge erschlossen, die über ein mittig gelegenes Treppenhaus angebunden sind. Im Erdgeschoss befinden sich Bäder und eine Wäscherei.